# 昭陵 (清)

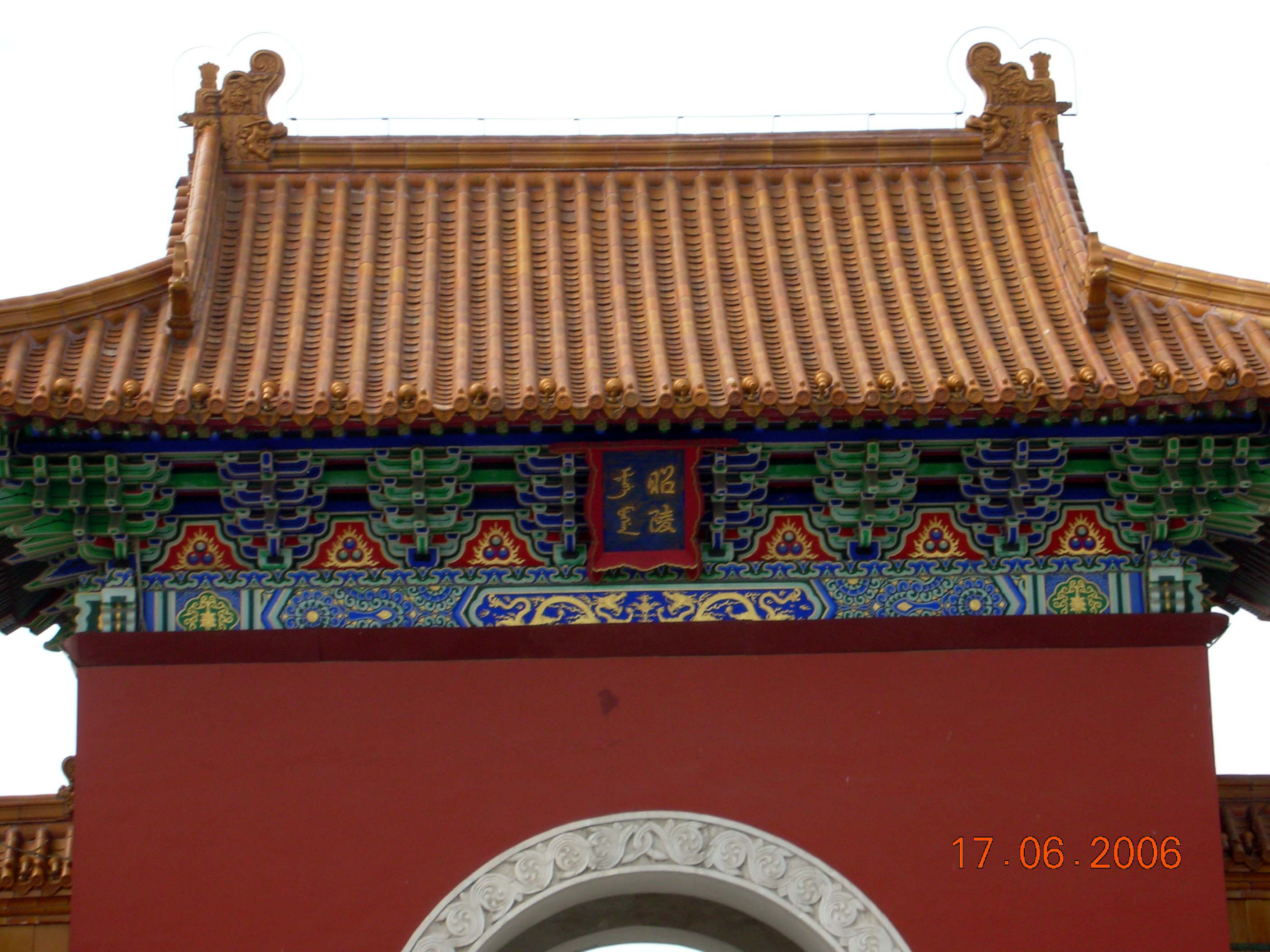
正紅門の扁額

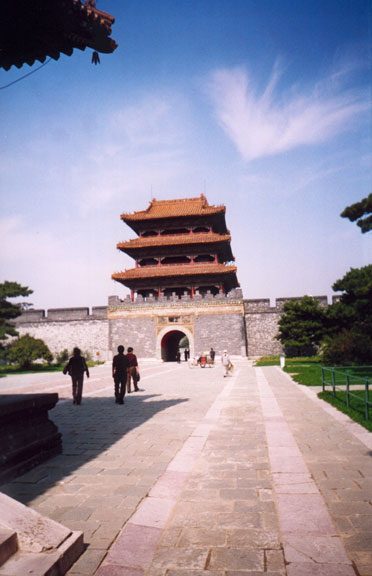
北陵の方城の門

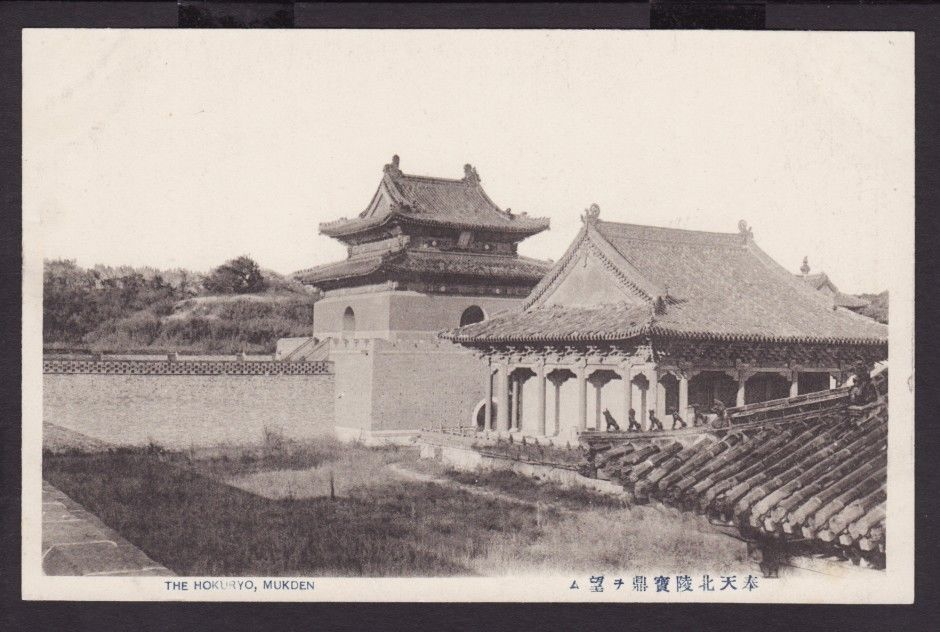
戦前の奉天北陵

昭陵（しょうりょう、満州語：ᡝᠯᡩᡝᠩᡤᡝ
ᠮᡠᠩᡤᠠᠨ、転写：eldengge munggan）は、中国遼寧省瀋陽市皇姑区隆業山（市街地北部）にある後金の2代目、清の初代皇帝である太宗ホンタイジとその妻の孝端文皇后の陵墓である。瀋陽市の北部にあることから北陵とも。陵墓・建築物などは現在でも良好な状態を残し、清朝初期の技術・建築文化の一端を知ることができる。2004年にユネスコの世界遺産の明・清王朝の皇帝墓群の一部として追加登録された。規模は清の関外三陵（他の二陵は福陵と永陵）のうち最大。また現在、周囲は瀋陽で1番大きな公園「北陵公園」となっており、自由な散策が可能である。

## 沿革
ホンタイジの死亡した崇徳8年（1643年）に着工し、完成をみたのは順治8年（1651年）のことである。その後康熙・乾隆・嘉慶の各年間にもそれぞれ多少の改築・増築工事が為されている。陵墓のみならず、城壁・建築群は清朝初期の中国東北地域の気風をよく残しているが、明の陵墓をまねた部分もおおく見られる。この部分が康熙期以降の建設であると考えられている。

## 区画
参道と、祭りをとり行う建物が四角形の城壁で囲まれた方城と、皇帝が埋葬されている円丘を囲む円い城壁円城に分けられる。方城の床にはかつて金箔が敷き詰められていた。